# Майкъл Хопкинс
Майкъл Скот Хопкинс (на английски: Michael Scott Hopkins) е американски инженер и астронавт от НАСА, участник в един космически полет.

## Образование
Майкъл Хопкинс завършва колежа Osange High School in Lake of the Ozarks в родния си град през 1987 г. През 1991 г. получава бакалавърска степен по аерокосмическо инженерство от университета на Илинойс. През 1992 г. става магистър по същата специалност в Станфордски университет, окръг Санта Клара, Калифорния.

## Военна кариера
Майкъл Хопкинс започва службата си в USAF през януари 1992 г. Назначен е за инженер по поддръжка на авиационни системи в авиобазата Къркланд, Албакърки, Ню Мексико. През 1996 г. завършва школата за тест пилоти в авиобазата Едуардс, Калифорния и става полетен експериментален инженер. През 1999 г. е командирован в Канада и работи като главен изпитателен инженер на самолети C-17 Глоубмастър и C-130 Херкулес на канадските ВВС. През 2002 г. завършва Езиков институт към Департамента по отбаната в Монтерей, Калифорния. След това преминава шестмесечен стаж по италиански език в университета на Парма, Италия. От 2008 г. е адютант на зам.-началник щаба на американските въоръжени сили генерал Джеймс Картрайт.

## Служба в НАСА
Майкъл Хопкинс е избран за астронавт от НАСА на 29 юни 2009 г., Астронавтска група №20. Завършва общия курс на обучение на 4 ноември 2011 г. и получава квалификация специалист на мисията. Хопкинс е първият член на последната селекция на НАСА, който осъществява космически полет. Той е бордови инженер на космическия кораб Союз TMA-10M и Експедиция 37 на МКС. В актива си има две космически разходки с обща продължителност 12 часа и 58 минути.
| Космически полет на Майкъл Скот Хопкинс                  | Космически полет на Майкъл Скот Хопкинс | Космически полет на Майкъл Скот Хопкинс | Космически полет на Майкъл Скот Хопкинс | Космически полет на Майкъл Скот Хопкинс | Космически полет на Майкъл Скот Хопкинс | Космически полет на Майкъл Скот Хопкинс |
| №                                                        | Дата                                    | КК                                      | Емблема на мисията                      | Функции                                 | Продължителност                         |                                         |
| -------------------------------------------------------- | --------------------------------------- | --------------------------------------- | --------------------------------------- | --------------------------------------- | --------------------------------------- | --------------------------------------- |
| 1                                                        | 26 септември 2013                       | „Союз TMA-10M“, Експедиция 37 на МКС    |                                         | Бордови инженер                         | 166 денонощия 6 часа 27 минути          |                                         |
| Сумарно време в космоса – 166 денонощия 6 часа 27 минути |                                         |                                         |                                         |                                         |                                         |                                         |

## Награди
- Медал за похвална служба;
- Медал за похвала;
- Медал за похвала на USAF;
- Медал за постижения във въздуха;
- Медал за постижения на USAF;
- Медал за служба в националната отбрана;
- Медал за завършен тренировъчен курс на USAF.